# Liste in Kamerun vorhandener Dampflokomotiven
Dies ist eine Liste erhaltener Dampflokomotiven auf dem Gebiet von Kamerun.

## Lokomotiven mit Schmalspur 600 mm
| Foto | Nummer oder Name                         | Bauart / Achsfolge | Hersteller         | Fabrik-nr. | Baujahr | Historie | Eigentümer / Betreiber / Strecke | Bemerkungen |
| ---- | ---------------------------------------- | ------------------ | ------------------ | ---------- | ------- | -------- | -------------------------------- | ----------- |
|      | Port of Kribi No. D23                    | C                  | Decauville         | 1808       | 1902    |          | Gare de Bessengue                | [ 1 ]       |
|      | Cameroon Development Corporation No. 930 | C                  | Orenstein & Koppel | 13028      | 1937    |          | Mussora Banana Plantation        | [ 2 ]       |
|      | Cameroon Development Corporation No. 200 | C                  | Arnold Jung        | 6224       | 1935    |          | SS Club                          | [ 3 ]       |
|      | Cameroon Development Corporation No. 203 | D                  | Orenstein & Koppel | 7720       | 1914    |          | CDC Yard                         | [ 4 ]       |